# Aguas Argentinas
Aguas Argentinas (AASA) fue un consorcio que tuvo la concesión de los servicios de públicos de aguas y desagüe de Argentina entre 1993 y 2006.

## Historia
En 1990 se privatizó Obras Sanitarias de la Nación (OSN); otorgando los servicios de agua y desagüe al consorcio Aguas Argentinas (AASA) por 30 años a partir del 1 de mayo de 1993. AASA recibió la tenencia (no dominio) de los bienes de OSN. AASA fue conformada por diferentes empresas y la operadora fue la francesa Suez Lyonnaise Des Eaux-Dumez (25 % de las acciones).El contrato de concesión era por 35 años, estipulaba que para el final del contrato el 100 % de los hogares en el área de concesión debían tener acceso a agua potable y el 95 % de los hogares acceso a cloacas. Este contrato fue extendido por otros 10 años más durante el gobierno de Fernando de la Rúa.En 1999 se abriría una investigación judicial por la privatización de AySA,  determinando se según la fiscalía que está había sido vendida a menos de una quinta parte de su valor real.La empresa, al año
2002, ha demostrado un incumplimiento del 24 % en cuanto al servicio de agua potable y del 31 % en el de saneamiento. En el año 2000 se detectó en diversos puntos del AMBA contaminación por arsénico en el agua con implicancias directas para la salud pública. 
El consumo prolongado de agua con niveles elevados de arsénico está relacionado con el desarrollo de graves enfermedades, como el cáncer de piel, vejiga y pulmón, malformaciones congénitas, enfermedades cardiovasculares, neurodegenerativas y daños renales
El Instituto Tecnológico de Buenos Aires realizó diversas mediciones sobre municipios abastecidos por A.A detecto en más de 13.000 muestras tomadas durante cinco años en 21 municipios niveles de entre 90 y 230 10 μg/L. La Organización Mundial de la Salud definió un valor límite máximo para el arsénico en aguas de 10 μg/L.
El área de operación fue Capital Federal y trece partidos de la Provincia de Buenos Aires.
Durante la etapa privada la empresa pidió créditos que nunca utilizaron para inversión, no se amplió la red de saneamiento ni se mejoró el mantenimiento de la red de agua potable.La empresa francesa Suez entre mayo de 1993 y enero de 2002 las tarifas residenciales llegaron a incrementarse un 88,2 por ciento, mientras que los precios minoristas lo hicieron un 7,3 por ciento.al cuarto año de privatizado el servicio la inversión en mantenimiento representaba apenas el 43 por ciento de la inversión anual promedio bajo gestión estatal, mientras que las inversiones en ampliación de la red eran de 37 por ciento de lo invertido anualmente en la gestión estatal y en el tratamiento de aguas residuales apenas llegaba al 3.7 por ciento, mientras se observaba un fuerte deterioro del servicio durante su etapa privada.
Contrariamente a lo que se dice en el párrafo anterior, durante su gestión, Aguas Argentinas realizó numerables obras de infraestructura, entre otras: Río Subterráneo Saavedra-Morón, desde la Planta Potabilizadora San Martín en Palermo hasta Villa Tesei, lo cual amplió sustantivamente el caudal de agua para el Partido de Morón principalmente; la nueva Estación Depuradora de San Fernando mejorando significativamente el proceso de tratamiento de aguas grises y negras; entre otras, así como la recuperación y catalogación de archivos y planos desde el origen de OSN hasta 2006, de la Biblioteca y el Museo del Palacio de las Aguas Corrientes y del Edificio de dicho Palacio abandonado durante décadas. Se renovaron estaciones de bombeo, se informatizaron controles de agua y cloaca, se recuperaron oficinas, edificios y vehículos abandonados durante décadas.
El presidente Kirchner tras supuestos incumplimientos del contrato por parte de Suez y una serie de escándalos por contaminación  decide dar fin a la concesión en marzo de 2006 y creó la empresa pública Agua y Saneamientos Argentinos (AySA).
La empresa  Aguas Argentinas S.A. decidió negociar porque los incumplimientos partieron del gobierno desde 2002 hasta 2006. Se acordó que el contrato se rescindía por incumplimiento de ambas partes.
Dado que el acuerdo no avanzaba, dicho litigio entre SUEZ, operador técnico de Aguas Argentinas S.A. y el Estado Nacional Argentino, el Estado recurrió al  Centro Internacional de Arreglos de Diferencias Relativas a Inversiones (Ciadi) quien se expidió en cuando condenó al país a pagarle US$ 384 millones al grupo francés dueño de Aguas Argentinas, pagado por todos los Argentinos que tributan honesta y regularmente.